# Fort Pitt (Pennsylvania)

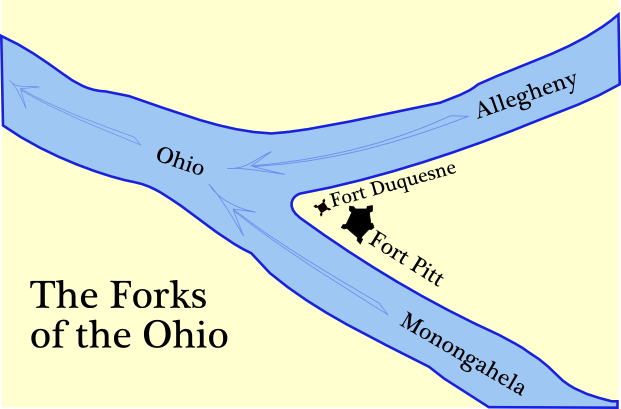
Posizione di Fort Pitt e del precedente Fort Duquesne

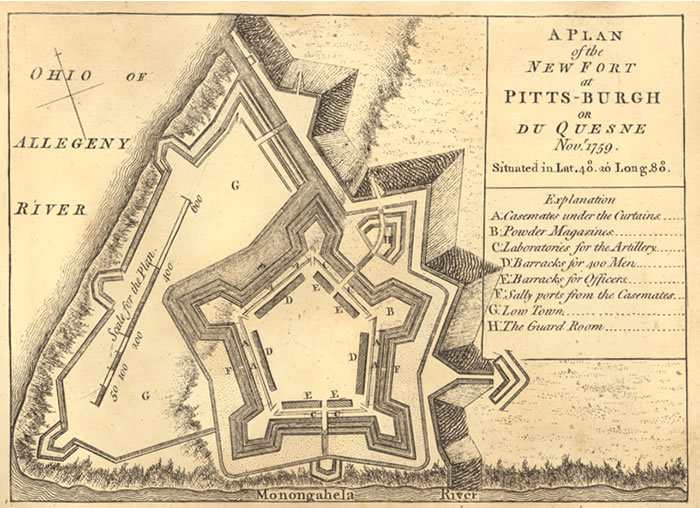
"Pianta del nuovo forte a Pitts-Burgh", disegnata dal cartografo John Rocque e pubblicata nel 1765.

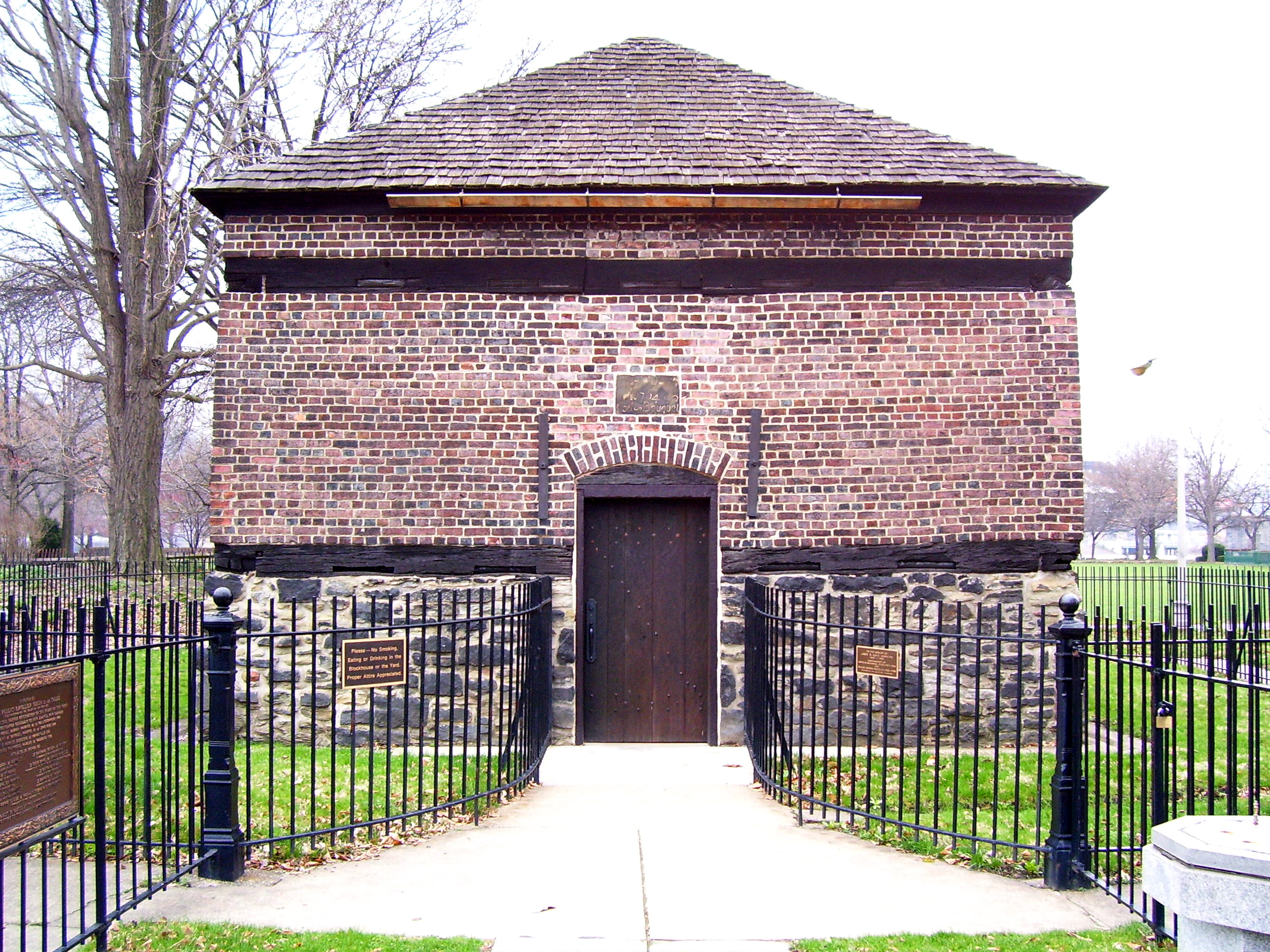
Il Fortino di Fort Pitt.

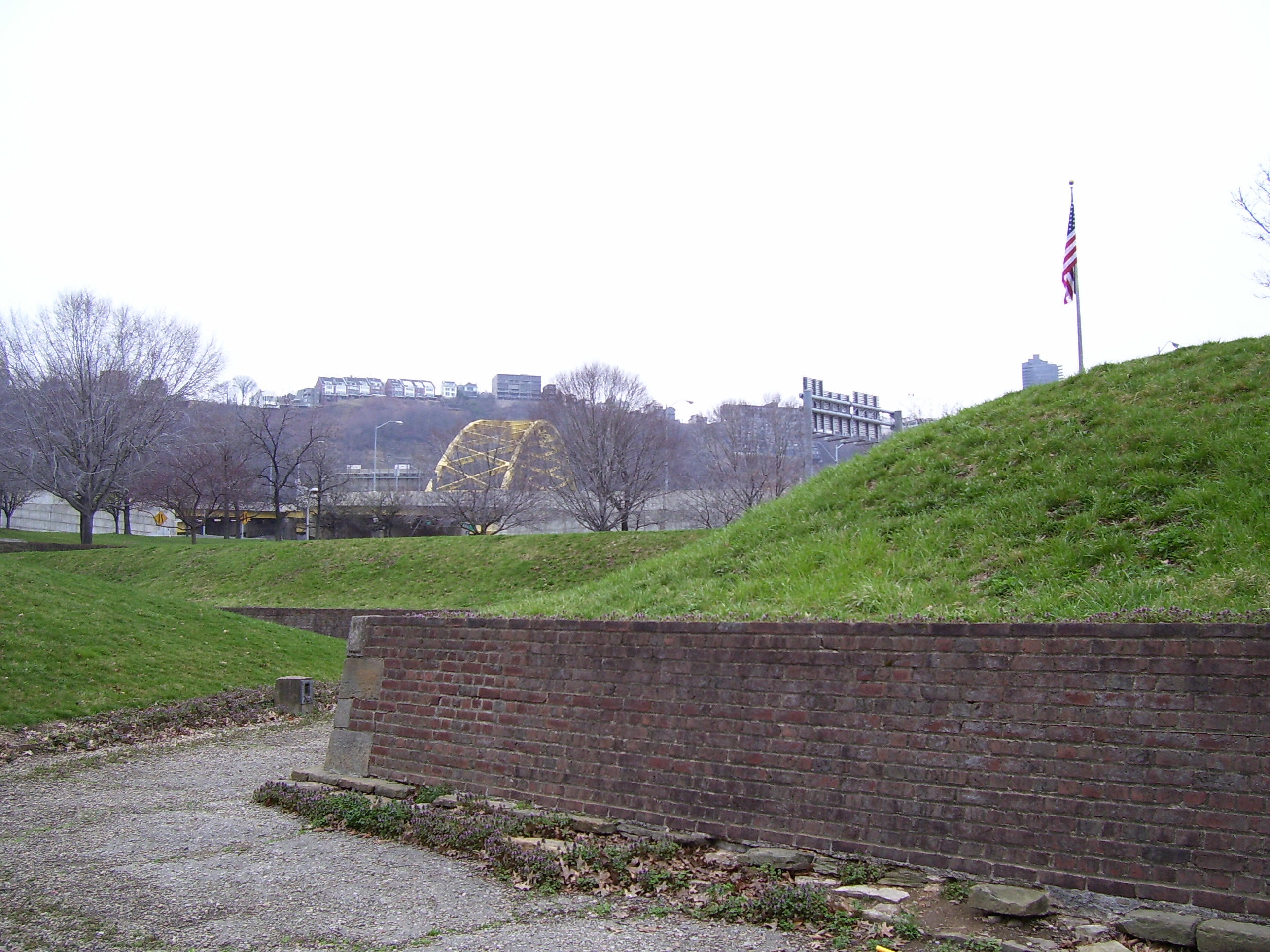
Immagine degli scavi del forte

Veduta del Fort Pitt Museum dalle alture di Mount Washington situato in un bastione ricostruito di Fort pitt.

Fort Pitt è stato un forte costruito sul luogo dell'attuale Pittsburgh, in Pennsylvania.

## Storia
Il forte fu costruito tra il 1759 e il 1761 durante la Guerra dei sette anni, vicino al sito del precedente Fort Duquesne, alla confluenza tra il fiume Allegheny e il fiume Monongahela dove questi formano il Fiume Ohio.
Nel settembre 1758 la guarnigione francese aveva respinto l'attacco di un reggimento inglese a Fort Duquesne ma il forte aveva subito così tanti danni che dopo soli due mesi, nel novembre dello stesso anno, i francesi decisero di abbandonare il forte dopo averlo fatto saltare in aria in quanto si stava avvicinando una nuova spedizione guidata dal generale John Forbes.
La spedizione Forbes ebbe successo anche perché gli inglesi con il Trattato di Easton del 1758 erano riusciti a rompere la tradizionale alleanza tra le tribù dei Nativi americani e i francesi.
I capi di 13 tribù si erano accordati per negoziare un trattato di pace con i governi coloniali della Pennsylvania e del New Jersey.
Tali tribù erano principalmente quelle degli Iroquois, dei Lenape (Delaware) e degli Shawnee.
I nativi americani richiesero un luogo per gli scambi commerciali sul sito dell'ex Fort Duquesne e che non ci fosse una guarnigione militare inglese, tuttavia furono gli stessi coloni che incominciarono a costruire il nuovo Fort Pitt dal nome dell'allora Ministro della guerra inglese William Pitt il Vecchio.
Il forte venne utilizzato fino al 1797, poi, perso ogni interesse strategico, fu abbandonato dall'esercito americano e successivamente demolito pezzo per pezzo per costruire le case della città di Pittsburgh.
I suoi resti vennero ritrovati e scavati solo alla fine degli anni '60 del '900.